# Edmund Bugdoll
Edmund Bugdoll (* 1945) ist ein deutscher  Fotograf und Sachbuchautor (Bereich Fotografie).

## Leben
Edmund Bugdoll wurde in der Schweiz zum Fotografen ausgebildet. Er arbeitete danach als Pressereferent bei Nikon Deutschland und ist Mitbegründer der Zeitschrift Nikon News.
In den folgenden Jahren war er als Publizist und Fotodozent tätig, unter anderem fünf Jahre lang als Lehrbeauftragter für Fotografie an der Kunstakademie Düsseldorf und sieben Jahre lang als Chefredakteur der Zeitschrift Leica Fotografie.
Der Autor lebt in München und betreut und organisiert seit 1981 neben seiner Fotografentätigkeit Fotoreisen, Fotoworkshops und Seminare. Er ist heute hauptberuflich Fototrainer und hatte bis 2015 einen Lehrauftrag zur digitalen Fotografie an der Universität Passau.

## Veröffentlichungen
- Das Nikon-creativ-lighting-System. Data-Becker. Düsseldorf 2007. ISBN 978-3-8158-2622-5
- Canon EOS-Blitztechnik professionell einsetzen. Data-Becker. Düsseldorf 2006. ISBN 3-8158-2612-8
- Unbekanntes weites Russland. Bilder einer Erstexpedition. AC. München 1993. ISBN 3-86087-110-2
- Erfolgreich fotografieren auf Reisen. Laterna Magica. München 1991. ISBN 3-87467-271-9
- Menschen vor der Kamera. Laterna Magica. München 1985. ISBN 3-87467-274-3
- Der Schnappschuss. Familie, Reise, Sport. Umschau. Frankfurt/M. 1984. ISBN 3-524-68016-X
- Bei jedem Licht. Farbfotografie für jedermann. Umschau. Frankfurt/M. 1982. ISBN 3-524-68013-5
- Das Fotografen-Handbuch. Mahnert-Lueg. München
- Olympiade der Farbfotografie. Meisterfotos kommentiert und analysiert. (Mehrteiliges Werk). Umschau. Frankfurt/M.
  - Englische Ausgabe: Olympics of colour photography
  - Französische Ausgabe: Olympiades de la photographie en couleurs

## Ehrungen
Edmund Bugdoll ist berufenes – aber nicht mehr aktives – Mitglied der Deutschen Gesellschaft für Photographie.
| Personendaten    | Personendaten                                             |
| ---------------- | --------------------------------------------------------- |
| NAME             | Bugdoll, Edmund                                           |
| KURZBESCHREIBUNG | deutscher Fotograf und Sachbuchautor (Bereich Fotografie) |
| GEBURTSDATUM     | 1945                                                      |